# Robert Paul (Fußballspieler)
Robert Paul (* 17. Oktober 1984 in Sömmerda) ist ein ehemaliger deutscher Fußballspieler.

## Karriere
Er bestritt 16 Einsätze in der Zweiten Liga für Wacker Burghausen und wechselte 2006 zum FC Carl Zeiss Jena. Dort spielte er in der 2. Mannschaft in der Oberliga und unterschrieb im Januar 2007 einen Auflösungsvertrag, um mit dem SV Wehen Wiesbaden aus der Regionalliga Süd in die Zweite Liga aufzusteigen. Ab der Saison 2008/09 spielt er für die Sportvereinigung 07 Elversberg in der Regionalliga West. Zur Saison 2010/11 wechselte Paul zum Drittliga-Aufsteiger SV Babelsberg 03. Zur Saison 2011/12 wechselte Paul zum Oberligisten FSV Zwickau, da der SV Babelsberg mit Geldproblemen zu kämpfen hatte. Mit dem FSV stieg er 2012 in die Regionalliga und 2016 in die 3. Liga auf. Nach einer Saison in der  3. Liga wechselte Paul zum VFC Plauen in die Oberliga NOFV-Süd. Im Januar 2018 wechselte Paul zum Ligakonkurrenten BSG Wismut Gera und beendete dort auch im Dezember 2019 seine aktive Karriere. 

## Erfolge
- Aufstieg in die 3. Liga 2016 mit dem FSV Zwickau
- Aufstieg in die Regionalliga Nordost 2012 mit dem FSV Zwickau